# Đại học Thammasat
Đại học Thammasat (Abrv: TU tiếng Thái: มธ.; tiếng Thái: มหาวิทยาลัยธรรมศาสตร์, RTGS: Mahawitthayalai Thammasat, phát âm [tʰām.mā.sàːt]) là một trường đại học nghiên cứu công lập ở Thái Lan với các cơ sở ở Tha Phra Chan khu vực Phra Nakhon gần Cung điện Hoàng gia ở trung tâm Bangkok; ở Rangsit, cách Bangkok 42 km về phía bắc; ở Pattaya, một thành phố nghỉ mát trên bờ biển phía đông Thái Lan; và ở tỉnh Lampang.
Tính đến  năm 2019, Đại học Thammasat có hơn 33.000 sinh viên theo học tại 33 khoa, cao đẳng và học viện và 2.700 nhân viên giảng dạy.
Thammasat là trường đại học lâu đời thứ hai của Thái Lan. Được chính thức thành lập để trở thành đại học quốc gia của Thái Lan vào ngày 27 tháng 6 năm 1934, nó được đặt tên bởi người sáng lập, Pridi Banomyong, Đại học Khoa học Chính trị và Đạo đức (tiếng Thái: มหาวิทยาลัยวิชาธรรมศาสตร์และการเมือง; RTGS: Mahawitthayalai Wicha Thammasat Lae Kanmueang). Trường  bắt đầu như một đại học mở, với 7.094 sinh viên theo học luật và chính trị trong năm đầu tiên. Vào năm 1952, tên của trường đại học được rút ngắn thành tên hiện nay bởi hội đồng quân sự của Thống chế Plaek Phibunsongkhram. 
người đã trở thành hiệu trưởng đầu tiên của trường đại học.[Note 1]
Năm 1960, trường đại học này chấm dứt chính sách chiêu sinh tự do và trở thành trường đầu tiên ở Thái Lan yêu cầu vượt qua kỳ thi tuyển sinh quốc gia để được nhận vào học. Thammasat ngày nay cung cấp hơn 240 chương trình học tại 33 khoa và trường cao đẳng khác nhau trên bốn cơ sở. Trong hơn 80 năm kể từ khi thành lập, Đại học Thammasat đã phát triển từ một trường đại học mở về luật và chính trị thành một trường đại học quốc tế cung cấp tất cả các cấp độ học thuật trong nhiều lĩnh vực và ngành học. Nó đã tốt nghiệp hơn 300.000 sinh viên đại học và sau đại học. Các cựu sinh viên của trường bao gồm một số thủ tướng, các chính trị gia hàng đầu và các nhân vật chính phủ, thống đốc Ngân hàng Thái Lan và luật gia.
Khu trường sở Tha Phra Chan, khu trường sở ban đầu của trường đại học này, tọa lạc ở Phra Nakhon, Bangkok. Khu trường sở này gần nhiều địa điểm du lịch và là nơi diễn ra cuộc nổi dậy ngày 14 tháng 10 năm 1973 và vụ vụ thảm sát ngày 6 tháng 10 năm 1976. Khuôn viên Rangsit, nơi tập trung hầu hết các chương trình đại học, nằm ở Khlong Luang, Pathum Thani. Thammasat có các cơ sở khu vực nhỏ hơn ở Lampang và Pattaya.
Việc chiêu sinh vào Thammasat có tính cạnh tranh cao. Chỉ những ứng viên xếp hạng trong 10 điểm quốc gia hàng đầu mới được chọn để theo học tại Thammasat, đặc biệt là về khoa học xã hội và nhân văn - được coi là tuyển chọn nhiều nhất ở Thái Lan. QS đã trao cho Đại học Thammasat Bốn Ngôi sao QS. Xếp hạng Four QS Star đánh giá "... mang tính quốc tế cao, thể hiện sự xuất sắc trong cả nghiên cứu và giảng dạy. Tổ chức cung cấp một môi trường tuyệt vời cho sinh viên và giảng viên."